# Messier 91
Messier 91 (M91 ili NGC 4548) je prečkasta spiralna galaksija u zviježđu Berenikina kosa. Galaksiju je najvjerojatnije otkrio Charles Messier 1781. Messier je opisao M91 ali je načinio pogrešku pri određivanju koordinata. William Herschel ju je samostalno otkrio 8. travnja 1784. godine.

## Svojstva
M91 je prečkasta spiralna galaksija. Nalazi se na udaljenosti od 63 milijuna godina svjetlosti i dio je skupa galaktika Virgo. Prividne dimenzije galaktike su 5,4' x 4,3' što u stvarnosti odgovara dimenzijama od 99.000 x 79.000 svjetlosnih godina. Svojim dimenzijama M91 je tek neznatno manja od naše Mliječne staze. 
Galaksija se od nas udaljava brzinom od 400 km/s. Cijeli skup Djevice od nas se udaljava brzinom od 1100 km/s što znači da se M91 kreće kroz skup Djevice prema nama brzinom od 700 km/s.

## Amaterska promatranja
M91 je jedna od najteže uočljivih objekata u Messierovom katalogu. Njen prividni sjaj je magnitude + 10,1. Čak se i u 200 mm-skom teleskopu vidi kao elipsasta mrlja bez detalja.

## Vanjske poveznice
- (engl.) SEDS: NGC 4548
- (engl.) Revidirani Novi opći katalog
- (engl.) Izvangalaktička baza podataka NASA-e i IPAC-a
- (engl.) Astronomska baza podataka SIMBAD
- (engl.) VizieR